# Winter League IAAFL 2019
La Winter League IAAFL 2019 è  il torneo di football a 8 organizzato dalla IAAFL in collaborazione con l'AICS.

## Squadre partecipanti
| Club                    | Città   | Stadio | Sponsor ufficiale | Risultato nella stagione 2018 |
| ----------------------- | ------- | ------ | ----------------- | ----------------------------- |
| Apuania Unicorns        | Massa   |        |                   |                               |
| Blue Mighty Sharks Roma | Roma    |        |                   |                               |
| Legio XIII Roma         | Roma    |        |                   |                               |
| Mastini Verona Academy  | Verona  |        |                   |                               |
| Old Lions Bergamo       | Bergamo |        |                   |                               |
| Phoenix Mantova         | Mantova |        |                   |                               |
| Steelers Terni          | Terni   |        |                   |                               |

## Stagione regolare

### Calendario

#### 1ª giornata
| Verona 13 ottobre 2019, ore 14:00 CEST | Mastini Verona Academy | 20 – 0 (8-0 6-0 0-0 6-0) referto | Phoenix Mantova | Letizia Sport Relax |

#### 2ª giornata
| Bergamo 19 ottobre 2019, ore 14:00 CEST | Old Lions Bergamo | 0 – 8 referto | Apuania Unicorns | Lions Field |

#### 3ª giornata
| 27 ottobre 2019, ore 14:00 CEST | Phoenix Mantova | 8 – 0 referto | Old Lions Bergamo |  |

#### 4ª giornata
| Marina di Massa 2 novembre 2019, ore 14:00 CET | Apuania Unicorns | 12 – 6 referto | Mastini Verona Academy | Unicorns Field |

| Terni 3 novembre 2019, ore 13:00 CET | Steelers Terni | 35 – 6 referto | Legio XIII Roma | Steelers Field |

#### 5ª giornata
| Ciampino 9 novembre 2019, ore 13:00 CET | Blue Mighty Sharks Roma | 6 – 13 referto | Legio XIII Roma | BMS Field |

| Verona 10 novembre 2019, ore 14:00 CET | Mastini Verona Academy | 8 – 0 referto | Old Lions Bergamo | Letizia Sport Relax |

#### 6ª giornata
| Ciampino 17 novembre 2019, ore 13:00 CET | Blue Mighty Sharks Roma | 19 – 13 referto | Steelers Terni | BMS Field |

| 17 novembre 2019, ore 14:00 CET | Phoenix Mantova | 0 – 28 referto | Apuania Unicorns |  |

#### 7ª giornata
| Roma 23 novembre 2019, ore 20:30 CET | Legio XIII Roma | 0 – 8 referto | Blue Mighty Sharks Roma | Legio Field - Centro Sportivo Totti Club |

#### 8ª giornata
| Terni 30 novembre 2019, ore 20:30 CET | Steelers Terni | 8 – 0 referto | Blue Mighty Sharks Roma | Steelers Field |

#### 9ª giornata
| Roma 7 dicembre 2019, ore 20:30 CET | Legio XIII Roma | 12 – 13 referto | Steelers Terni | Legio Field - Centro Sportivo Totti Club |

### Classifiche
- PCT = percentuale di vittorie, G = partite giocate, V = partite vinte, N = partite pareggiate, P = partite perse, PF = punti fatti, PS = punti subiti

#### North Conference
| Pos. | Squadra                | PCT   | G | V | N | P | PF | PS |
| ---- | ---------------------- | ----- | - | - | - | - | -- | -- |
| 1    | Apuania Unicorns       | 1.000 | 3 | 3 | 0 | 0 | 48 | 6  |
| 2    | Mastini Verona Academy | .667  | 3 | 2 | 0 | 1 | 34 | 12 |
| 3    | Phoenix Mantova        | .333  | 3 | 1 | 0 | 2 | 8  | 48 |
| 4    | Old Lions Bergamo      | .000  | 3 | 0 | 0 | 3 | 0  | 24 |

#### Central Conference
| Pos. | Squadra                 | PCT  | G | V | N | P | PF | PS |
| ---- | ----------------------- | ---- | - | - | - | - | -- | -- |
| 1    | Steelers Terni          | .750 | 4 | 3 | 0 | 1 | 69 | 37 |
| 2    | Blue Mighty Sharks Roma | .500 | 4 | 2 | 0 | 2 | 33 | 34 |
| 3    | Legio XIII Roma         | .250 | 4 | 1 | 0 | 3 | 31 | 62 |

## Playoff

### Tabellone
|  | Finale North Conference | Finale North Conference | Finale North Conference |                        |  | Winter Bowl | Winter Bowl | Winter Bowl |  |
|  |                         |                         |                         |                        |  |             |             |             |  |
|  | 1N                      | Apuania Unicorns        | 0                       |                        |  |             |             |             |  |
|  | 1N                      | Apuania Unicorns        | 0                       |                        |  |             |             |             |  |
|  | 2N                      | Mastini Verona Academy  | 13                      |                        |  |             |             |             |  |
|  | 2N                      | Mastini Verona Academy  | 13                      | Mastini Verona Academy |  |             |             |             |  |
|  |                         |                         |                         |                        |  |             |             |             |  |
|  |                         |                         | 1C                      | Steelers Terni         |  |             |             |             |  |

### Finale North Conference
| Bologna 30 novembre 2019, ore 14:00 CET | Apuania Unicorns | 0 – 13 referto | Mastini Verona Academy | Lunetta Gamberini |

### Winter Bowl
| Firenze 14 dicembre 2019, ore 13:00 CET | Mastini Verona Academy | – referto | Steelers Terni | Guelfi Sport Center |